# 김영민 (1961년)
김영민(1961년 9월 17일 ~ )은 대한민국의 영화 배우이다.

## 주요 영화 작품
- 1986년 영웅연가
- 1989년 죄없는 병사들
- 1991년 그림 도사와 홍길동
- 1991년 위기의 용사 반달가면
- 1992년 정신나간 유령